# Changzhou Olympisch Sportcentrum
Het Changzhou Olympisch Sportcentrum (Chinees: 常州奥林匹克体育中心) is een multifunctioneel stadion in Changzhou, een stad in China. In het stadion is plaats voor 38.000 toeschouwers. Het stadion werd geopend in 2008.
Het stadion wordt vooral gebruikt voor voetbalwedstrijden, maar er worden ook atletiekwedstrijden en concerten gehouden. De voetbalclub Changzhou Tianshan maakt gebruik van dit stadion. Het werd ook gebruikt voor wedstrijden op het Aziatisch kampioenschap voetbal onder 23 van 2018. Er werden 6 groepswedstrijden, een kwartfinale, een halve finale en de finale gespeeld. 